# Hendrikus Cornelis Marie van Beers
Hendrikus Cornelis Marie van Beers (Rotterdam, 17 juli 1890 - Zeist, 2 januari 1964) was een Nederlandse architect.

## Leven en werk
Van Beers werd in 1890 geboren als zoon van de Rotterdamse architect Francis Jacobus Cornelis Josephus van Beers en Agatha Johanna Cornelia Maria Minderop. Net als zijn vader werd hij architect. Van Beers ontwierp een aantal rooms-katholieke kerkgebouwen onder meer in Amstelveen, Haaksbergen, Heerenveen, Leeuwarden en Soest.
De door hem in de jaren dertig van de 20e eeuw ontworpen Sint-Dominicuskerk in Leeuwarden, de Heilige Geestkerk in Heerenveen en de Sint-Willibrorduskerk in Achter-Drempt zijn erkend als rijksmonument.
De Carolus Borromeüskerk in Soesterberg, de Sint-Annakerk in Amstelveen, de kloosterkapel Sint-Jozef in Arnhem en de Mariaschool in Soest zijn gemeentelijke monumenten.
Van Beers trouwde op 21 januari 1919 te Brummen met Theodora Agatha van de Loo, dochter van een steenfabrikant. Hij overleed in januari 1964 op 73-jarige leeftijd als gevolg van een auto-ongeluk op de Amersfoortseweg te Zeist.

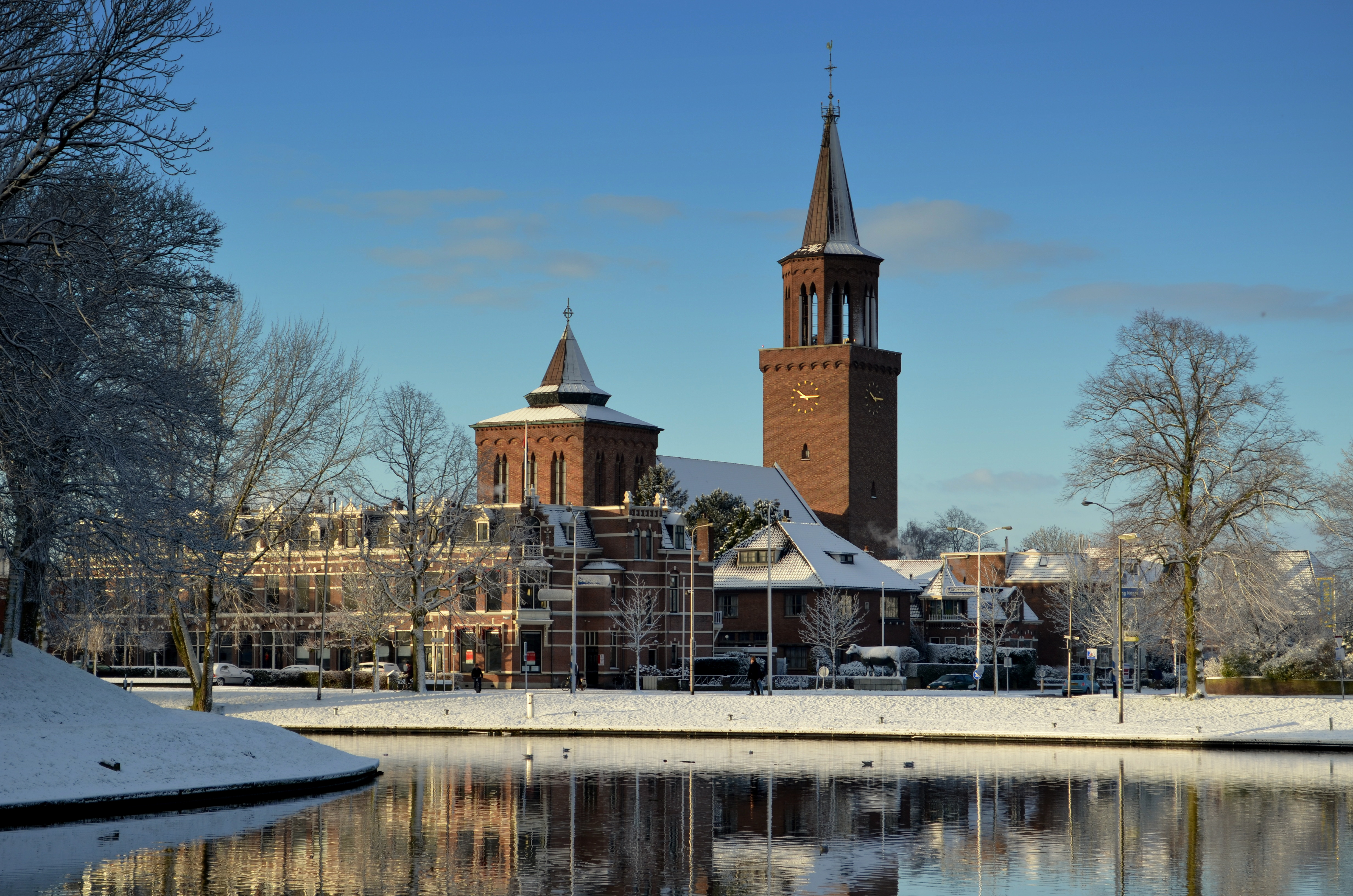
Sint-Dominicuskerk in Leeuwarden
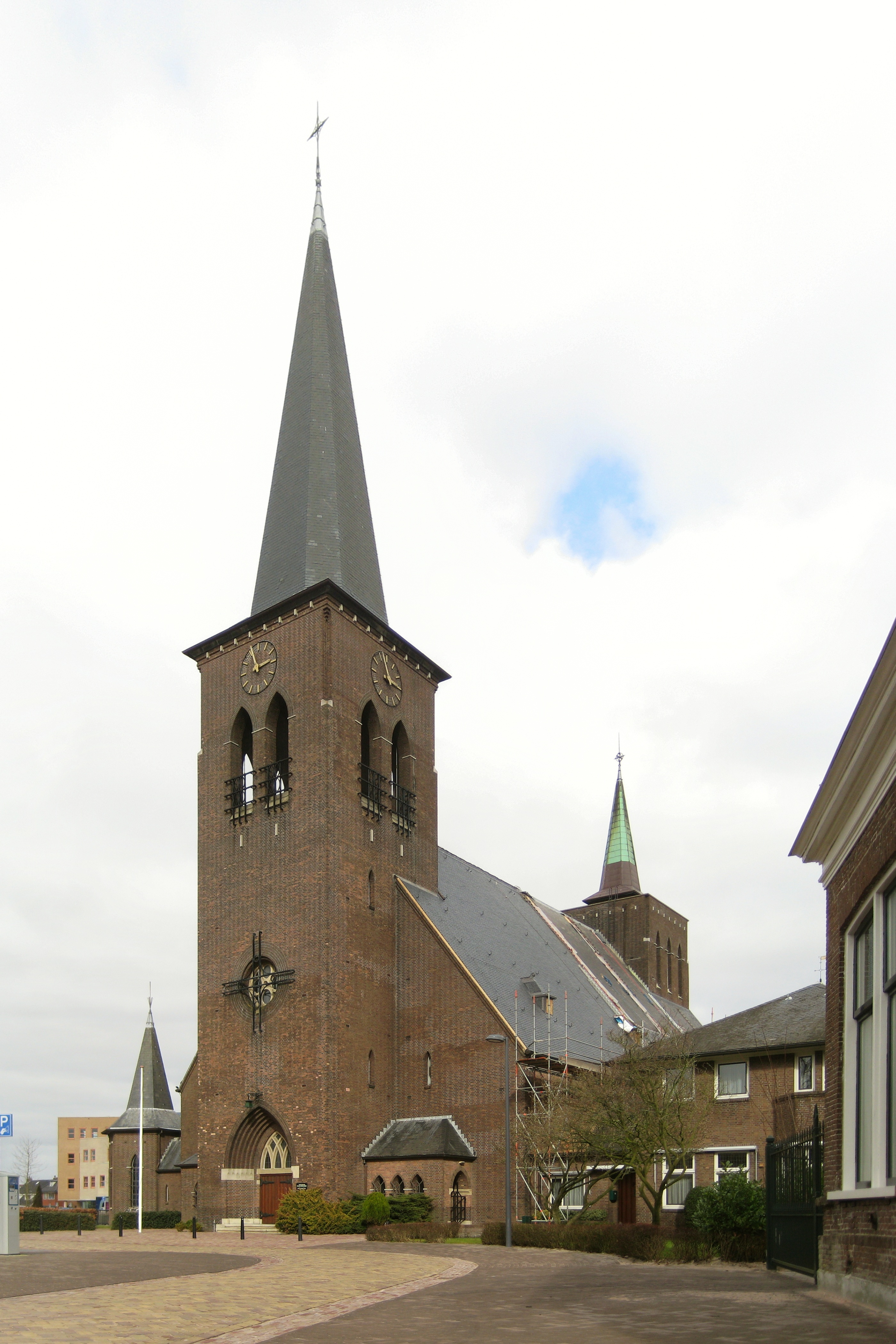
Heilige Geestkerk in Heerenveen
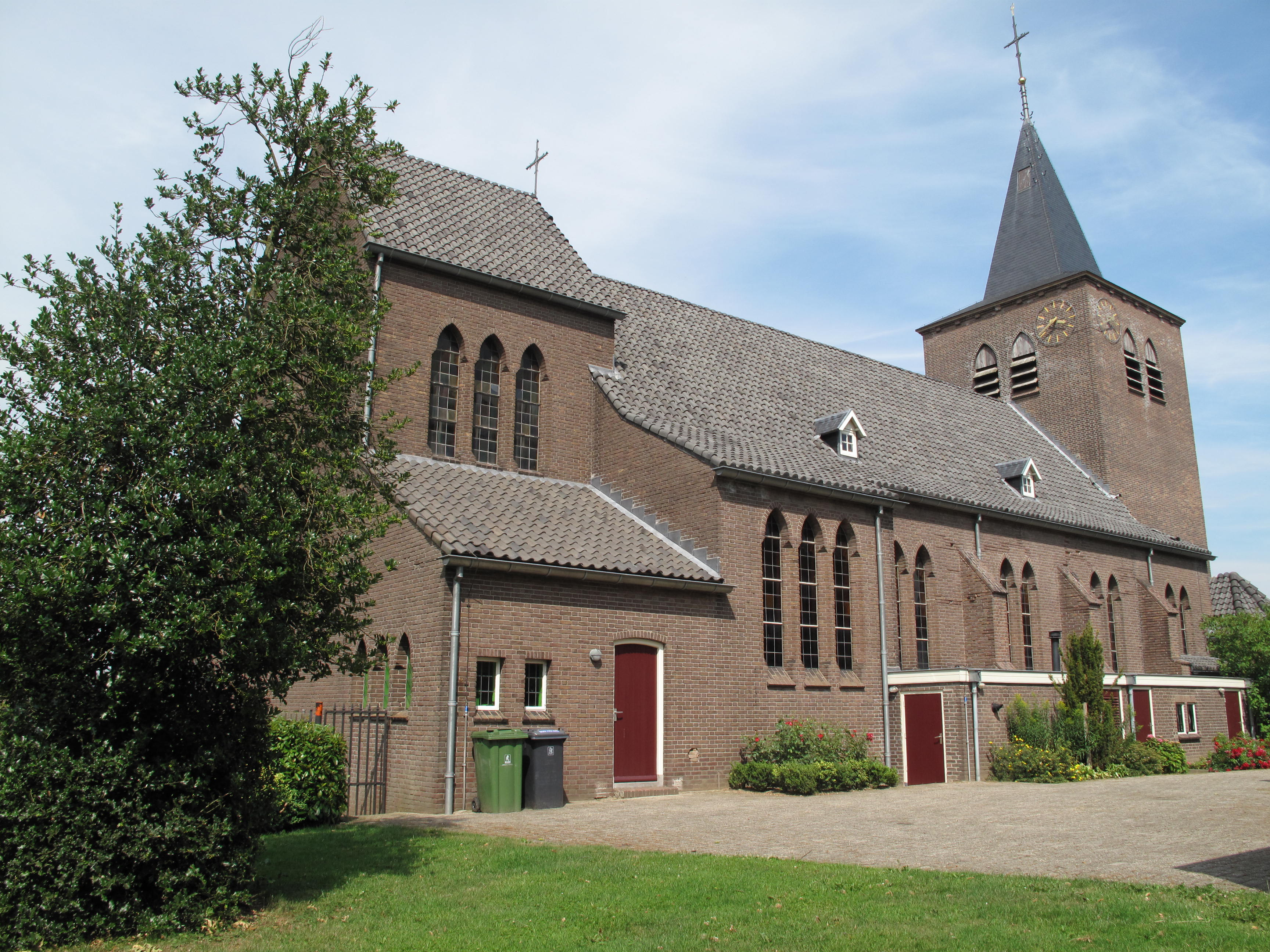
Sint-Willibrorduskerk in Achter-Drempt